# Paul Davies (homme politique)
Pour les articles homonymes, voir Paul Davies.
Paul Windsor Davies, né le 2 janvier 1969, est un homme politique britannique œuvrant au pays de Galles.
Siégeant au Senedd pour la circonscription de Preseli Pembrokeshire depuis 2007, il dirige les conservateurs dans la législature galloise entre 2018 et 2021. Il est à ce titre considéré comme le chef de l’opposition aux gouvernements de Carwyn Jones et de Mark Drakeford, son groupe politique détenant par intermittence le plus grand nombre de représentants après celui de la majorité travailliste sous la Ve Assemblée galloise.

## Biographie

### Éléments personnels et carrière professionnelle
Paul Windsor Davies naît le 2 janvier 1969 et grandit dans une petite ferme à Pontsian (en), un village de la communauté de Llandysul, dans le Ceredigion. Il est le fils de Iorwerth Davies, un membre du Parti conservateur, et de Mair Davies. D’abord élève de la Tregroes (en) Primary School, il poursuit son parcours scolaire à la Llandysul Grammar School puis à la Newcastle Emlyn Comprehensive School à l’issue duquel il obtient un A-level,,,.
Du point de vue professionnel, il intègre la Lloyds Bank en 1987 et en 1994, il est muté au sein d’une des branches de l’entreprise à Cardigan. Au moment de son élection au Senedd en 2007, il exerce la fonction de business banking manager au sein de cette même banque,,.
Ayant suivi son apprentissage en première langue dès le début de sa naissance, il est un locuteur courant du gallois et il apprend l’anglais à l’âge de 5 ans. Il épouse Julie Wheeler en 2006, avec laquelle il vit et réside, au moment de la course à la direction du parti conservateur gallois, en 2018, à Blaenffos (en), dans le nord du Pembrokeshire,,,.

### Carrière politique

#### Parcours
Paul Davies adhère au Parti conservateur lorsque Margaret Thatcher est premier ministre du Royaume-Uni. Avant 2000, il est investi dans la Ceredigion Conservative Association, l’organisation locale du parti où il joue le rôle de vice-président à la finance, et il est membre du management executive de la zone de Mid and West Wales,.
En 1997, il est l’agent du candidat conservateur dans la circonscription de Ceredigion aux élections générales de la Chambre des communes. Alors qu’une élection partielle est provoquée en 2000 à Ceredigion (en) à la suite de la démission de Cynog Dafis de son mandat de membre du Parlement, Paul Davies est choisi pour y représenter le Parti conservateur, mais, devancé par Plaid Cymru et les démocrates libéraux, il ne parvient pas à s’y faire élire. L’année suivante, il est réinvesti comme candidat conservateur dans la circonscription pour les élections générales, cependant, il termine de nouveau troisième du scrutin,,.
En 2003, lors des deuxièmes élections de l’assemblée nationale pour le pays de Galles, Paul Davies se présente à Preseli Pembrokeshire, une circonscription électorale détenue par un membre du Labour depuis 1999, mais il arrive en deuxième position, battu par la travailliste Tamsin Dunwoody-Kneafsey. Il parvient à se faire élire membre de l’Assemblée dans cette même circonscription au scrutin suivant, lors des élections générales de l’Assemblée de 2007. Il conserve par la suite son mandat aux élections de 2011, de 2016 et de 2021,,,,.
En se faisant élire chef du groupe conservateur de l’Assemblée le 6 septembre 2018, il prend la tête d’un groupe doté de 12 représentants, le deuxième plus important après celui de la majorité travailliste. Il est ainsi qualifié officieusement de « chef de l’opposition au Senedd ». En vue des élections générales du Senedd de 2021, Paul Davies compte laisser ce statut pour celui de premier ministre. Cependant, il renonce à la direction du parti le 23 janvier 2021 à la suite d’une affaire révélée médiatiquement quelques jours plus tôt l’accusant d’avoir consommé de l’alcool dans l’enceinte du Parlement quatre jours après l’interdiction de sa vente dans les bars, en décembre 2020,,,.

#### Au sein du groupe conservateur
À son entrée au Senedd, sous la IIIe Assemblée galloise, Paul Davies est nommé le 5 juin 2007 comme porte-parole des conservateurs pour la culture, la langue galloise et le sport par le chef du groupe Nick Bourne. Dans le remaniement du cabinet fantôme du 27 février 2009, les portefeuilles de la langue galloise et de l’éducation lui sont attachés,,.
Alors que Nick Bourne perd son siège régional de Mid and West Wales aux élections générales suivantes, Paul Davies est porté chef intérimaire des conservateurs au début de la IVe Assemblée galloise dans le cadre d’une réunion extraordinaire du management board du parti et du groupe de l’Assemblée le 7 mai 2011 jusqu’à ce qu’un nouveau chef permanent soit élu. À la tête du deuxième groupe parlementaire au Senedd, il forme un cabinet fantôme le 17 mai suivant. Andrew R. T. Davies lui succède le 14 juillet 2011 à la suite de sa victoire dans la course à la direction du parti (en), et le 19 juillet, il est promu vice-chef du groupe et ministre fantôme de la Finance dans l’équipe du nouveau chef,,,,,.
Sous la Ve Assemblée galloise, il est reconduit le 11 juin 2016 par Andrew R. T. Davies comme vice-chef du groupe, poste auquel sont ajoutés la fonction de whip en chef parlementaire ainsi que le porte-parolat aux affaires rurales. À partir du 27 juin 2018, il assure une nouvelle fois de façon intérimaire la direction du groupe parlementaire à la suite de la démission d’Andrew R. T. Davies. Élu chef des conservateurs (en) le 8 septembre 2018, il forme son cabinet fantôme le 18 septembre suivant. Il démissionne de sa position de chef de groupe le 23 janvier 2021,,,,.
À l’ouverture du VIe Senedd, Paul Davies est nommé ministre fantôme de l’Économie dans le cabinet formé le 27 mai 2021 par le chef de l’opposition Andrew Davies. Parallèlement, il se fait élire en début de législature à la tête du comité de l’Économie, du Commerce et des Affaires rurales du Parlement gallois,.

## Prises de positions
Bien qu’initialement opposé à la sortie du Royaume-Uni de l’Union européenne lors du référendum de juin 2016, il soutient ensuite la procédure de retrait indiquant qu’« il est clair que le peuple du pays de Galles souhaite que le Brexit soit réglé ». Il appuie d’ailleurs en 2019 la candidature de Boris Johnson comme chef du Parti conservateur et défend sa politique en qualité de premier ministre du Royaume-Uni,,.
Responsable des affaires d’assemblée pour le groupe conservateur pendant plusieurs années, il noue des relations avec des membres d’autres formations politiques. Au moment de la course à la direction des Conservateurs gallois, il se déclare ouvert à une coalition avec des partis (notamment Plaid Cymru), avec l’objectif de rompre avec la domination du Labour au pays de Galles. En outre, il souhaite soumettre l’éventuel accord gouvernemental au vote des adhérents conservateurs gallois,.
Comme d’autres membres des Conservateurs gallois, il est favorable à la clarification du statut du chef du parti au pays de Galles. En effet, l’organisation interne du Parti conservateur ne laisse pas de réelle autonomie au dirigeant de premier plan du parti gallois dans le sens où il n’est, officiellement, que le « chef des Conservateurs gallois à l’Assemblée » et sa fonction n’existe pas techniquement. Les règles doivent être modifiées par le successeur de Theresa May à la tête du Parti conservateur en 2019.

## Détails des mandats et fonctions

### Mandats électifs
- Membre de l’Assemblée puis du Senedd, élu dans la circonscription de Preseli Pembrokeshire (en fonction depuis le 4 mai 2007).
- Conseiller du conseil de la communauté de Boncath (avant 2007).

### Fonction législative
- Président du comité de l’Économie, du Commerce et des Affaires rurales du Parlement gallois (en fonction depuis le 15 juillet 2021).

### Fonctions politiques

#### Direction du groupe conservateur à l’Assemblée et au Parlement gallois
- Chef (du 6 septembre 2018 au 23 janvier 2021).
- Chef intérimaire (du 27 juin au 6 septembre 2018).
- Whip en chef (du 11 juin 2016 au 27 juin 2018).
- Vice-chef (du 19 juillet 2011 au 27 juin 2018).
- Chef intérimaire (du 11 mai au 14 juillet 2011).

#### Porte-parolats et ministères fantômes
- Ministre fantôme de l’Économie (en fonction depuis le 27 juin 2021) dans le quatrième cabinet d’Andrew Davies.
- Porte-parole et ministre fantôme des Affaires rurales (du 11 juin 2016 au 27 juin 2018) dans l’équipe puis le deuxième cabinet d’Andrew Davies.
- Ministre fantôme des Finances (du 19 juillet 2011 au 11 juin 2016) dans le premier cabinet d’Andrew Davies.
- Ministre fantôme de l’Éducation et de la Langue galloise (du 27 février 2009 au 7 mai 2011) dans le cabinet de Nick Bourne.
- Porte-parole et ministre fantôme de la Culture, des Sports et de la Langue galloise (du 5 juin 2007 au 27 février 2009) dans l’équipe puis le cabinet de Nick Bourne.

## Résultats électoraux

### Chambre des communes
| Élection               | Circonscription | Parti  | Parti        | Voix  | %     | Résultat |
| ---------------------- | --------------- | ------ | ------------ | ----- | ----- | -------- |
| Partielle de 2000 (en) | Ceredigion      |        | Conservateur | 4 138 | 16,51 | Échec    |
| Générale de 2001       | Ceredigion      | 34 606 | Conservateur | 19,45 |       | Échec    |

### Assemblée nationale pour le pays de Galles et Parlement gallois

#### Région
| Élection          | Région             | Liste | Liste        | Liste    | Liste  | Liste | Sièges de circonscription | Sièges régionaux | Résultat |
| Élection          | Région             | Parti | Parti        | Position | Voix   | %     | Sièges de circonscription | Sièges régionaux | Résultat |
| ----------------- | ------------------ | ----- | ------------ | -------- | ------ | ----- | ------------------------- | ---------------- | -------- |
| Assemblée de 2003 | Mid and West Wales |       | Conservateur | 5e       | 35 566 | 19,31 | 0 / 8                     | 3 / 4            | Échec    |

#### Circonscription
| Élection          | Circonscription       | Parti  | Parti        | Voix  | %     | Résultat |
| ----------------- | --------------------- | ------ | ------------ | ----- | ----- | -------- |
| Assemblée de 2003 | Preseli Pembrokeshire |        | Conservateur | 6 741 | 29,52 | Échec    |
| Générale de 2007  | Preseli Pembrokeshire | 11 086 | Conservateur | 38,60 | Élu   |          |
| Générale de 2011  | Preseli Pembrokeshire | 11 541 | Conservateur | 42,40 | Élu   |          |
| Générale de 2016  | Preseli Pembrokeshire | 11 123 | Conservateur | 39,17 | Élu   |          |
| Générale de 2021  | Preseli Pembrokeshire | 12 295 | Conservateur | 39,01 | Élu   |          |